# Smittoidea hexagonalis
Smittoidea hexagonalis är en mossdjursart som först beskrevs av Charles Henry O'Donoghue 1924.  Smittoidea hexagonalis ingår i släktet Smittoidea och familjen Smittinidae. Inga underarter finns listade i Catalogue of Life.